# Orbiniella annulata
Orbiniella annulata is een borstelworm uit de familie Orbiniidae. De wetenschappelijke naam van de soort werd als Falklandiella annulata in 1967 gepubliceerd door Olga Hartman.